# Max Dvořák
Max Dvořák, né le 24 juin 1874 à Raudnitz-sur-l'Elbe et mort le 8 février 1921 à  Hrušovany nad Jevišovkou, est un historien d'art tchécoslovaque. Il était professeur à l'université de Vienne et membre de l'école viennoise d'histoire de l'art. Il revalorisait l'art gothique (en particulier des XIVe et XVe siècles) et éclairait leur « fondements spirituels ». Comme l'un des explorateurs modernes premiers il a affirmé que la conception médiévale du monde n'avait pas un effet négatif sur l'art, et que dans l'art medieval sont les racines de l'art moderne. Il était un disciple de Riegl et de Wickhoff.